# Nicolas Maury
Nicolas Maury (Saint-Yrieix-la-Perche, 14 ottobre 1980) è un attore e regista francese.

## Biografia
Nicolas Maury è nato a Saint-Yrieix-la-Perche, figlio di due impresari di pompe funebri. Ha studiato recitazione al Conservatoire à rayonnement régional de Bordeaux e successivamente ha recitato regolarmente al cinema, in teatro e in televisione, dove è noto soprattutto per il suo ruolo di Hervé nella serie televisiva Chiami il mio agente!.
Nel 2020 ha fatto il suo esordio come regista con il film Garçon Chiffon, che gli è valso una candidatura al Premio César per la migliore opera prima. Sempre nel 2021 è stato il presidente della giuria della Queer Palm in occasione della 74ª edizione del Festival di Cannes.
È dichiaratamente gay.

## Filmografia (parziale)

### Regista
- Garçon Chiffon (2020)

### Attore

#### Cinema
- Ceux qui m'aiment prendront le train, regia di Patrice Chéreau (1998)
- Les Amants réguliers, regia di Philippe Garrel (2005)
- Paris, je t'aime, regia di autori vari (2006)
- Il primo bacio (Les Beaux Gosses), regia di Riad Sattouf (2009)
- Belle épine, regia di Rebecca Zlotowski (2010)
- My Little Princess, regia di Eva Ionesco (2011)
- Un castello in Italia (Un château en Italie), regia di Valeria Bruni Tedeschi (2013)
- Les rencontres d'après minuit, regia di Yann Gonzalez (2013)
- Un couteau dans le cœur, regia di Yann Gonzalez (2018)

#### Televisione
- Chiami il mio agente! (Dix pour Cent) - serie TV, 24 episodi (2015-2020)

## Riconoscimenti
- Premio César
  - 2021 – Candidatura per la migliore opera prima per Garçon Chiffon
- Premio Lumière
  - 2021 – Candidatura per il miglior attore per Garçon Chiffon

## Doppiatori italiani
- Leonardo Graziano in Chiami il mio agente!